# FireLake
FireLake - український хеві-метал гурт.

## Історія гурту
Київський гурт «FireLake» був заснований весною 1997 року Олегом Яворським (гітара), Олексієм Акульшиним (гітара) та Андрієм Сальніковим (ударні), на той момент — студентів-першокурсників Київського університету імені Шевченка. 
Під впливом дуже популярної на той час «шведської хвилі», перші музичні композиції «FireLake» створювались з упором на класичний мелодійний дез-метал. Дебютний виступ гурту відбувся весною 1998-го року в столичному метал-барі «Grave», після чого — ще кілька концертів у Києві.
Незабаром до «FireLake» приєднується басист/вокаліст Роман Гоменюк. В пошуках власного стилю і звучання, гурт пробує поєднувати елементи слов’янської фольк-мелодики з агресивними «death-metal» ритмами. 
У 1999 році колектив бере участь в кількох українських акціях, серед яких «В гостях у Воланда» та «The Great Commandment», виступаючи з такими командами як «Disclaimer», «Te Deum», «Unerase», «Reflection», «Camera Obscura», «Egoism» та іншими, і впевнено закріплюється на metal-сцені.
Про «FireLake» заговорили в ЗМІ — газета «Україна Молода» публікує інтерв’ю, учасники гурту відповідають на питання слухачів в прямому ефірі «Радіо Рокс Україна».
У 2000 році з особистих причин групу покидає Олексій Акульшин, якого незабаром заміняє Руслан Дрізд (гітара). Оновлений колектив приступає до відшліфовування набраного матеріалу і починає підготовку до запису першого альбому — «The Temptation Journey». У 2005 році альбом з 10 композицій (найкраще з накопиченого за період 2001-2005 років) був зміксований і готовий до випуску. З певних причин, фактичний випуск альбому відбувся лише на початку 2007 року. Також 2005 рік ознаменувався значним оновленням складу гурту: колектив покидають Андрій Сальников і бек-вокалістка Олена Король, на місця яких приходять Дмитро Назаренко (ударні, екс-«Sarcasm») і Ольга Ляпіна (вокал).
Влітку 2005 року «FireLake» бере участь в міжнародному фестивалі «Metal Heads Mission», де виступає на одній сцені з «Napalm Death», «Cenotaph», «Parricide» та багатьма іншими колективами з країн СНД і зарубіжжя. 25 серпня того ж року в Києві команда грає сет разом з відомим польським колективом «Darzamat». Тоді гурт покидає Роман Гоменюк, замість якого у «FireLake» приходить Сергій Двужильний (бас-гітара, екс-«Witch Hunter»), а трохи пізніше — Вікторія Котенко (вокал, екс-«IDOL»). 
На початку 2006 року «FireLake» в новому складі береться за реалізацію свого найперспективнішого проекту: запису саундтрека до відеогри «S.T.A.L.K.E.R.: Shadow of Chernobyl», яка стала культовою ще до релізу. Групою було створено три композиції до гри — «Dirge For The Planet», «Fighting Unknown» та «Against The Ionized Odds». В лютому 2006-го в Москві за участю «MTV Russia» відбувається престижна церемонія нагородження ігор «Gameland Award 2», де «FireLake» на живо виконує саундтрек гри. Як наслідок, в офіційний диск вибраних треків з гри S.T.A.L.K.E.R. входять три композиції «FireLake»т. Саундрек гурту вважається одним з найкращих в історії відеоігор.
У 2006-му колектив покидає Руслан Дрізд (гітара), на місце якого згодом приходить Андрій Ларіонов (гітара, екс-«Witch Hunter»). 
В березні 2007 року «FireLake» разом з петербурзькими металерами «Morrah» бере участь в українсько-російському турі «Suidakra» в підтримку їх нового альбому «Caledonia», відвідуючи Санкт-Петербург, Москву, Рязань, Ярославль, Луганськ, Одесу та Київ. 
Наприкінці 2007 року з особистих причин гурт покидає Ольга Ляпіна. Функції другого вокалу приймає на себе Сергій, якому допомагає Олег. У такому складі команда вдало виступає на акціях «Рок проти гумових жінок» у Києві та «Metal Maidens» у Чернігові. 
Навесні 2008 року гурт залишає Андрій Ларіонов. Сергій Двужильний змінює бас на ритм-гітару, а новим бас-гітаристом стає Владімірос Куркімціс. В кінці 2008 — на початку 2009 років група влаштовує тур по містах України. У 2009 році «FireLake» разом з російським співаком Олександром Щербаковим записують пісню-саундтрек до російської відеогри «Сталин против марсиан». У вересні 2009 року відбуваються нові зміни у складі гурту: «FireLake» покидають вокалістка Вікторія Котенко і бас-гітарист Владімірос Куркімцис, на місце якого приходить гітарист Антон Клєщев, а місце вокаліста займає Андрій Попов. 3 жовтня 2009 року «FireLake» разом зі співачкою Оленою Гаюк взяли участь у фестивалі «S.T.A.L.K.E.R. FEST», який пройшов у Києві на Майдані Незалежності. 
Зараз «FireLake» працює над матеріалом для другого повноцінного альбому під робочою назвою «Radioactive».
У 2013 році гурт покидає вокаліст Андрій Попов і його місце займає Оксана Element (ex-Despectus).

## Учасники гурту
- Оксана Element — вокал
- Сергій Двужильний — гітара/бек-вокал
- Олег Яворський — гітара/бек-вокал
- Дмитро Назаренко — ударні
- Антон Клєщев — бас-гітара

## Колишні учасники
- Руслан Дрізд  — гітара
- Андрій Сальников — ударні
- Олексій «Бес» — вокал
- Олена Король — бек-вокал
- Роман Гоменюк — бас/вокал
- Олексій Акульшин — гітара
- Дмитро Хлевинський — вокал
- Ольга Ляпіна — бек-вокал
- Вікторія Котенко — вокал
- Андрій Ларіонов — гітара
- Владімірос Куркімціс — бас-гітара
- Андрій Попов - вокал

## Альбоми
- The Temptation Journey (2005)
- Radioactive (2012)

## Саундтреки
- S.T.A.L.K.E.R.: Shadow of Chernobyl (2007)
- S.T.A.L.K.E.R.: Clear Sky (2008)
- Сталін проти марсіан (2009)
- S.T.A.L.K.E.R.: Call of Pripyat (2009)
- S.T.A.L.K.E.R. 2: Серце Чорнобиля (2024)

- The city of ghost
- The city of ghost (концертна версія)
- «Fighting Unknown» on Mtv .Gameland" Award in Moscow (2006)
- S.T.A.L.I.N.

## Офіційний сайт
https://web.archive.org/web/20080609002918/http://firelake.in.ua/